# Santuario di Nostra Signora di Lourdes
Il santuario di Nostra Signora di Lourdes è un complesso religioso di Lourdes, all'interno del quale viene venerata Nostra Signora di Lourdes, che sarebbe apparsa nella grotta di Massabielle a Bernadette Soubirous nel 1858: è il terzo santuario cristiano al mondo per numero di pellegrini all'anno, dopo la basilica di San Pietro in Vaticano e la basilica di Nostra Signora di Guadalupe.

## Storia
Immediatamente dopo la conclusione delle apparizioni dell'Immacolata Concezione a Bernadette Soubirous nel 1858, il parroco di Lourdes, Dominique Peyramale, decise di acquistare l'area della grotta di Massabielle, dove si era verificato il fenomeno, per erigere una chiesa in onore della Vergine Maria; il primo passo che venne compiuto fu però quello di porre una statua di Maria nella nicchia delle apparizioni: questa fu realizzata dallo scultore Joseph-Hugues Fabisch e consacrata, dopo una solenne processione, il 4 agosto 1864; fu a seguito di questo evento che venne sistemato un nuovo roseto ai piedi della statua, in quanto quello precedente era stato distrutto dai fedeli che, recandosi in pellegrinaggio, ne raccoglievano dei rami come reliquia. Una primitiva chiesa, identificata poi come Cripta, fu inaugurata nel 1866: nello stesso anno vennero avviati i lavori per la costruzione della basilica dell'Immacolata Concezione, che sorgeva proprio sulla grotta e sovrastava la Cripta.

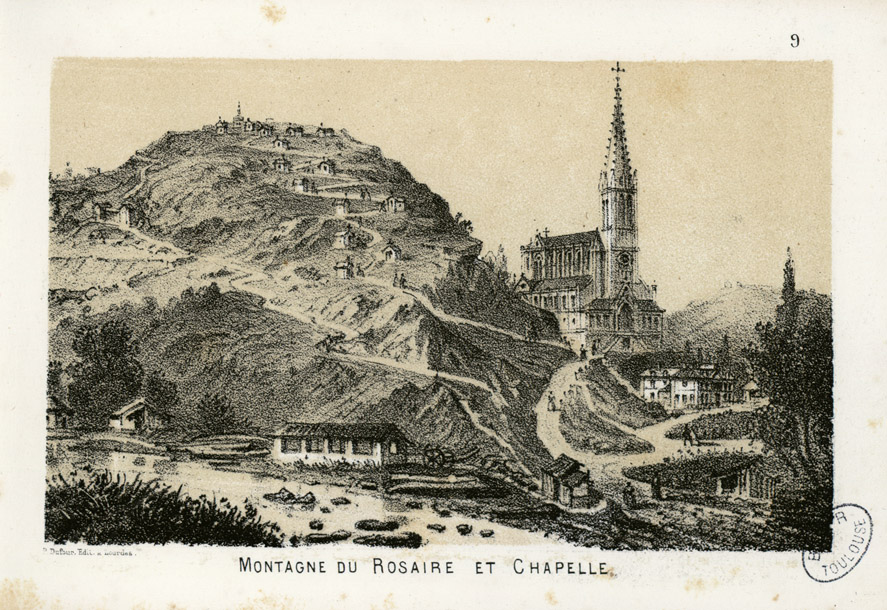
Immagine storica del santuario

Nel 1867 la direzione dei lavori di costruzione passò dalla parrocchia alla diocesi di Tarbes e Lourdes e la gestione del sito venne affidata ai missionari dell'Immacolata Concezione; la basilica venne inaugurata nel 1871. Questa ben presto però si rivelò insufficiente ad accogliere il gran numero di pellegrini e si rese necessaria la costruzione di una seconda basilica, conosciuta come basilica di Nostra Signora del Rosario: venne eretta sotto la basilica dell'Immacolata Concezione e fu consacrata nel 1901.
Nel 1910 l'area del santuario fu confiscata alla chiesa e restituita alla città di Lourdes che, a sua volta, la diede in affitto nuovamente alla diocesi fino allo scoppio della prima guerra mondiale: nel 1941, il complesso, ritornò definitivamente di proprietà della diocesi, dopo che diversi funzionari ecclesiastici avevano presentato una petizione al generale Philippe Pétain. Durante questi anni inoltre vennero costruiti diversi luoghi per l'accoglienza degli ammalati all'interno del santuario, come l'Accueil Notre-Dame e l'Accueil Saint Bernadette, mentre, in vista del centenario delle apparizioni, nel 1957 fu aperta la basilica di San Pio X, completamente sotterranea e in grado di ospitare oltre ventimila persone.
Tra il 15 e il 16 agosto 1983 papa Giovanni Paolo II si recò al santuario di Lourdes: fu il primo pontefice a giungere sul luogo delle apparizioni. Nel 1997 fu inaugurato un nuovo Accueil Notre-Dame, che sorgeva sullo stesso luogo dove si trovava quello di Saint Bernadette e andò a sostituire i due precedenti; l'anno successivo aprì di fronte alla grotta, sulla sponda del fiume Gave de Pau, una chiesa dedicata a Santa Bernadette. Il 14 e 15 agosto 2004 Giovanni Paolo II si recò nuovamente in pellegrinaggio a Lourdes; anche il suo successore, papa Benedetto XVI, visitò il santuario tra il 13 e 15 settembre 2008: alla santa messa tenutasi sulla prateria di fronte alla grotta parteciparono circa centosettantamila fedeli. Nell'ottobre 2012 e nel giugno 2013 la zona fu interessata da due violente alluvioni le quali provocarono notevoli danni soprattutto ai ponti sul Gave, alle piscine e alla basilica sotterranea.

## Organizzazione

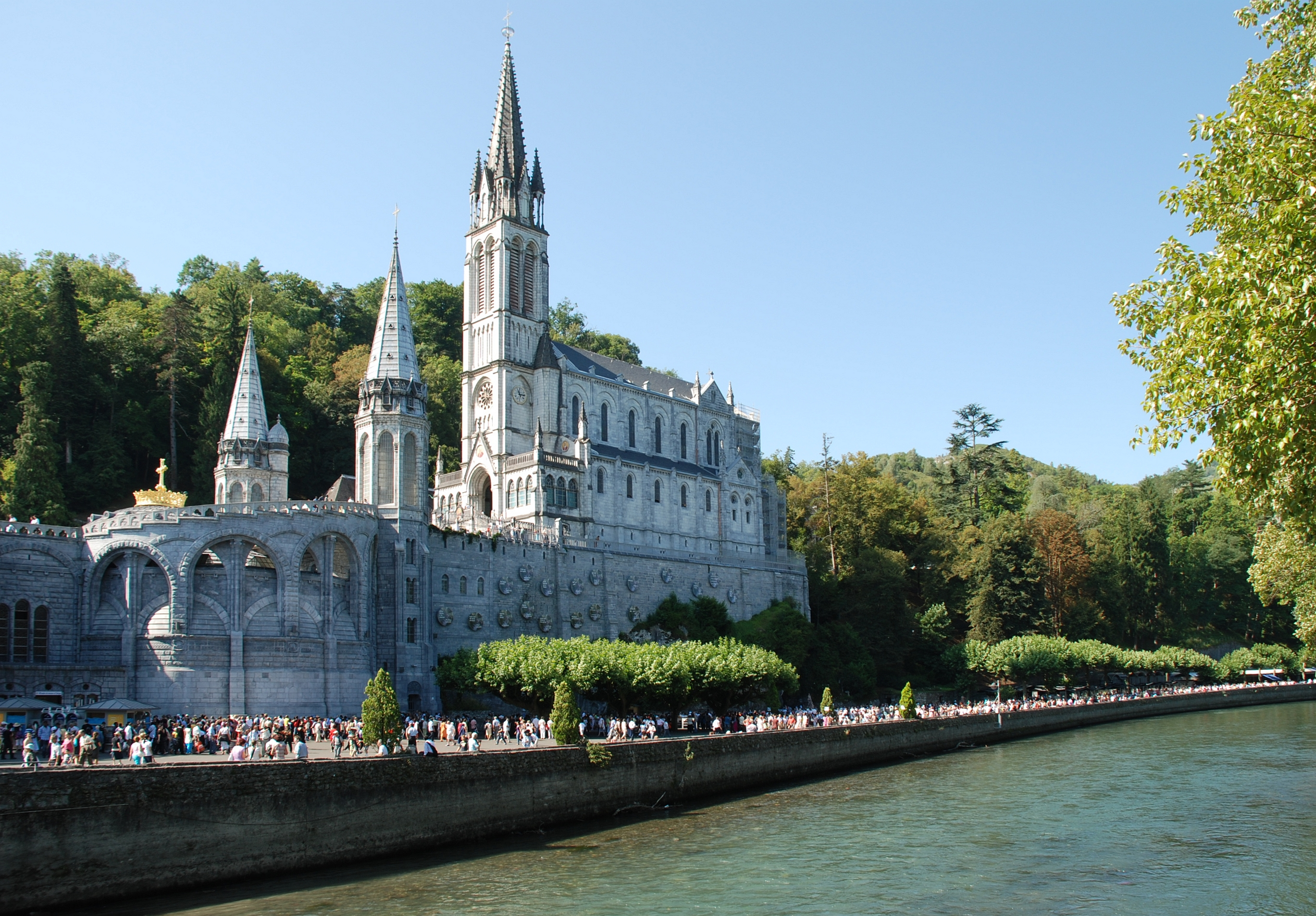
Il complesso del santuario

Il vescovo della diocesi di Tarbes e Lourdes è il responsabile spirituale del santuario: per la gestione del sito nomina un rettore, coadiuvato da trenta cappellani e centoventi impiegati stagionali. La struttura è aperta tutto l'anno, ventiquattro ore al giorno, anche se gli ingressi principali sono aperti dalle 5 alle mezzanotte; la maggiore affluenza di pellegrini si registra nel periodo estivo, tra la Pasqua e il 1º novembre: è in questo intervallo che si svolge il programma completo delle celebrazioni sacre, tra cui le due processioni giornaliere, ossia quella eucaristica, dove viene portato in processione il Santissimo Sacramento, protetto da una tenda sorretta da quattro volontari, e terminante nella basilica di San Pio X, dove si effettuano adorazione e preghiere, e la processione mariana, conosciuta anche come fiaccolata: questa si svolse la prima volta il 18 febbraio 1858, giorno della terza apparizione, quando un gruppo di persone seguì Bernadette con delle fiaccole; una seconda processione venne fatta nel maggio 1858, mentre la fiaccolata come quella odierna venne eseguita nel 1872; durante la processione mariana, che si svolge seguendo i viali dell'esplanade, viene recitato il rosario in varie lingue e portata a spalla una copia della statua della grotta. Durante la stagione invernale invece il programma religioso si riduce notevolmente, eccetto nel periodo dell'anniversario della prima apparizione, l'11 febbraio; si stima che dal 1860 il santuario sia stato visitato da circa settecento milioni di persone.

## Edifici di culto

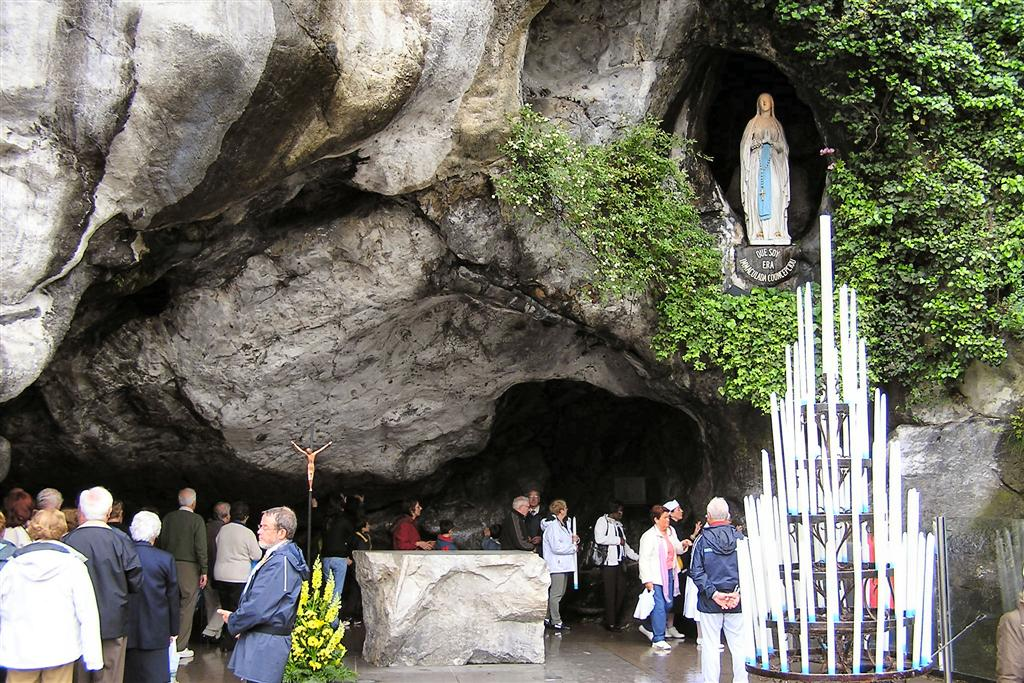
La grotta di Massabielle

Il luogo centrale del santuario è la grotta di Massabielle dove nel 1858 si sarebbero verificate le apparizioni. Si tratta di una piccola cavità, adornata con un semplice altare in pietra: in una nicchia nella roccia è posta la statua raffigurante l'Immacolata Concezione, sotto la quale un grosso candelabro permette di tenere accese numerose candele portate in dono dai pellegrini. All'interno della grotta si scorge, protetta da una lastra di vetro, la sorgente scoperta da Bernadette su indicazione della Vergine, e due epigrafi che ricordano l'antico corso del fiume Gave e il luogo dove la pastorella si inginocchiò durante la prima apparizione. Di fronte alla grotta, al di là del fiume, si apre la prateria: in questo luogo, con un altare coperto da una tenda, si svolgono celebrazioni all'aperto come la celebrazione eucaristica e la Via Crucis degli ammalati. Nel 1995 è stata consacrata la Cappella dell'Adorazione, dedicata esclusivamente all'adorazione del Santissimo Sacramento, mentre nel 2002, lungo la riva del fiume, è stata introdotta la Via delle Acque, ossia un percorso di nove fontane dove pannelli illustrativi espongono il ruolo dell'acqua nella cristianità.
La prima chiesa ad essere costruita è quella conosciuta con il nome di Cripta: fu inaugurata nel 1866 e alla sua realizzazione partecipò anche il padre di Bernadette; è una struttura di piccole dimensioni, a pianta quadrata, con numerosi pilastri, che reggono anche la sovrastante basilica dell'Immacolata Concezione; sull'altare maggiore c'è una statua della Madonna con in braccio il bambino Gesù, opera di Fabisch. All'ingresso è posta una statua di san Pietro con in mano le chiavi del Paradiso; un lungo corridoio, rivestito di lastre in marmo sulle quali sono segnati i nomi delle persone che le hanno donate come ex voto, conduce al corpo centrale.
La basilica dell'Immacolata Concezione, che sorge proprio sulla grotta, è stata costruita tra il 1866 e il 1871, su disegno dell'architetto parigino Hippolyte Durand, ed è stata consacrata nel 1876: ha uno stile neogotico ed è in grado di ospitare circa settecento persone; caratteristici il mosaico posto all'ingresso, che raffigura papa Pio X mentre proclama il dogma dell'Immacolata Concezione, e le vetrate colorate con scene della vita di Maria. Una torre alta circa settanta metri, che termina a cuspide, è utilizzata anche come campanile.

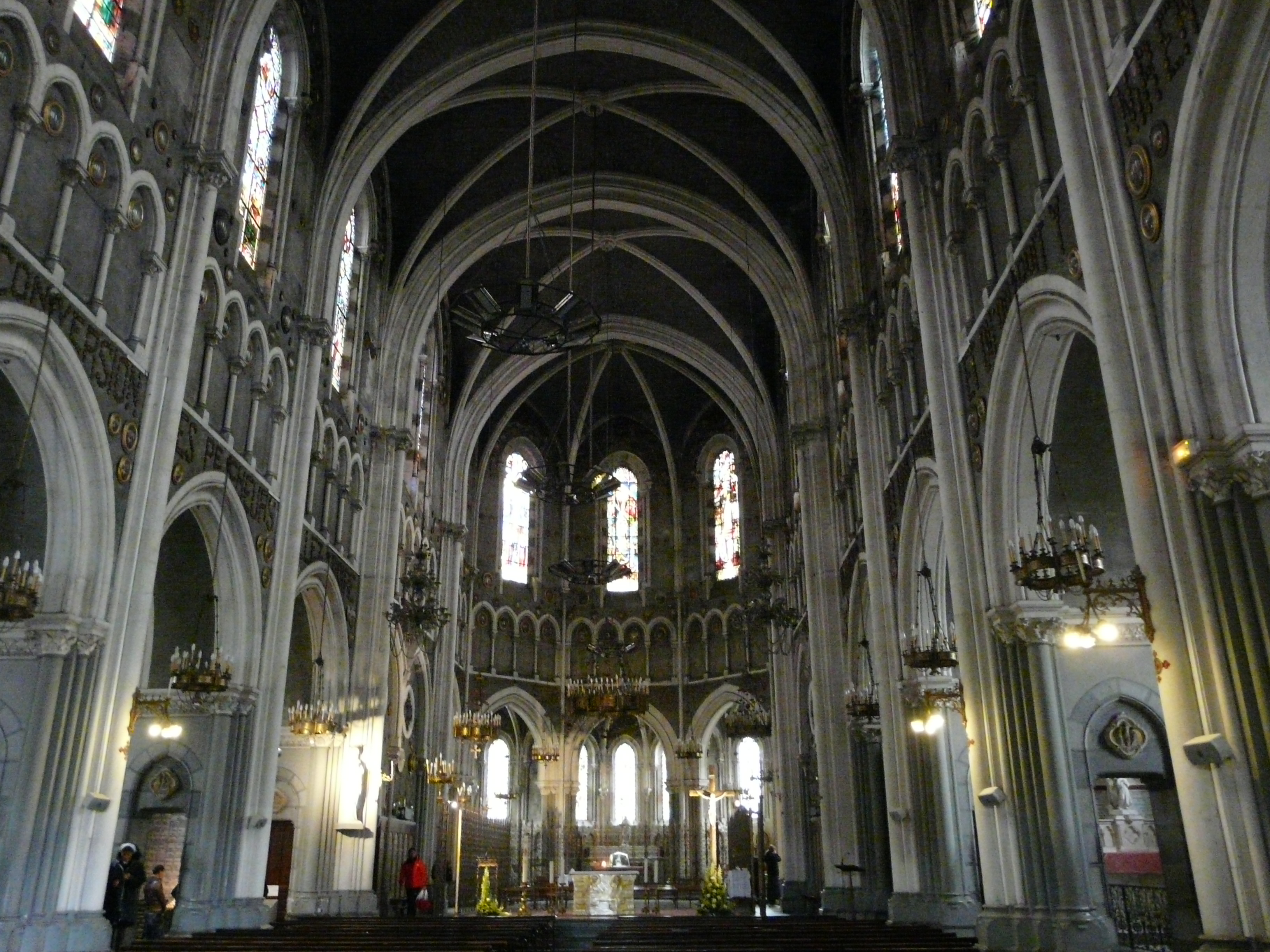
L'interno della basilica dell'Immacolata Concezione

La basilica di Nostra Signora del Rosario si trova sotto la basilica dell'Immacolata Concezione: i lavori di costruzione sono stati avviati nel 1880 su progetto dell'architetto Léopold Hardyper e sono terminati nel 1889, anche se la consacrazione è avvenuta nel 1901; internamente la chiesa è in stile romanico bizantino. Può contenere fino a millecinquecento persone; tra le opere decorative di maggiore importanza è presente una serie di mosaici che raffigurano i misteri del rosario. Dinanzi alla basilica si apre un'ampia piazza dalla quale, sui lati, partono due rampe, divenute col tempo il simbolo del santuario, che conducono alla basilica superiore; al centro è posta la statua dell'Incoronata, alta due metri e mezzo, in bronzo, dipinta in bianco con una fascia azzurra, con un rosario brigidino tra le mani. Alle spalle della statua è l'esplanade, costituito da due lunghi viali paralleli, intercalati da giardini, che terminano in una rotonda con una statua in pietra della crocifissione di Gesù.
La basilica di San Pio X, costruita agli inizi degli anni cinquanta, in vista del maggior afflusso di pellegrini per il centenario delle apparizioni, è sotterranea, per non rovinare l'estetica del santuario, ed è stata terminata nel 1957 e consacrata l'anno successivo; ha la forma di una nave capovolta sostenuta da cinquantotto pilastri in cemento, una capienza di oltre venticinquemila persone e non presenta elementi decorativi di rilievo.
La cappella di San Giuseppe, simile alla basilica di San Pio X, in quanto progettata dallo stesso architetto, Pierre Vago, è stata consacrata il 1º maggio 1968. Riceve poca luce naturale, ai lati dell'altare ci sono le statue di san Giuseppe e della Madonna, mentre un'altra statua di Maria è stata donata nel 1984 in occasione di un pellegrinaggio da Walsingham. Può ospitare circa quattrocentocinquanta fedeli.
La chiesa di Santa Bernadette, situata sulla sponda del fiume di fronte alla grotta, è stata edificata nello stesso luogo in cui Bernadette si fermò a pregare in occasione dell'ultima apparizione, il 16 luglio 1858. Consacrata nel 1998, è stata realizzata su progetto dell'architetto Jean-Paul Felix, ha un'architettura moderna, con pannelli amovibili che consentono di aumentarne la capacità fino a un massimo di cinquemila persone; sono inoltre stati usati materiali di costruzione chiari per rendere la struttura più luminosa.
La cappella della Riconciliazione ha sede nell'edificio che precedentemente ospitava l'Accueil Notre-Dame: è utilizzata esclusivamente per il sacramento della confessione, ed è possibile trovare al suo interno sacerdoti che parlano in varie lingue.

## Infrastrutture
Simbolo delle apparizioni di Lourdes è l'acqua di una sorgente, scoperta da Bernadette durante una delle apparizioni, su indicazione della Vergine Maria: oggi la fonte, protetta da una lastra di vetro, è visibile sotto la grotta e alimenta numerose fontane; la stessa acqua, che raggiunge una temperatura di 12°, viene utilizzata per il bagno nelle piscine: queste furono costruite nel 1955 e l'edificio ospita diciassette vasche, di cui undici per donne e sei per uomini, più altre due, più piccole, per bambini. La totale immersione nelle vasche, effettuata ogni anno da circa trecentocinquantamila persone, sta a simboleggiare il rinnovamento del battesimo e non viene attribuita ad essa alcun effetto terapeutico: studi fatti tra il 1858 e il 1859 hanno dimostrato infatti che l'acqua non ha nessun effetto curativo.

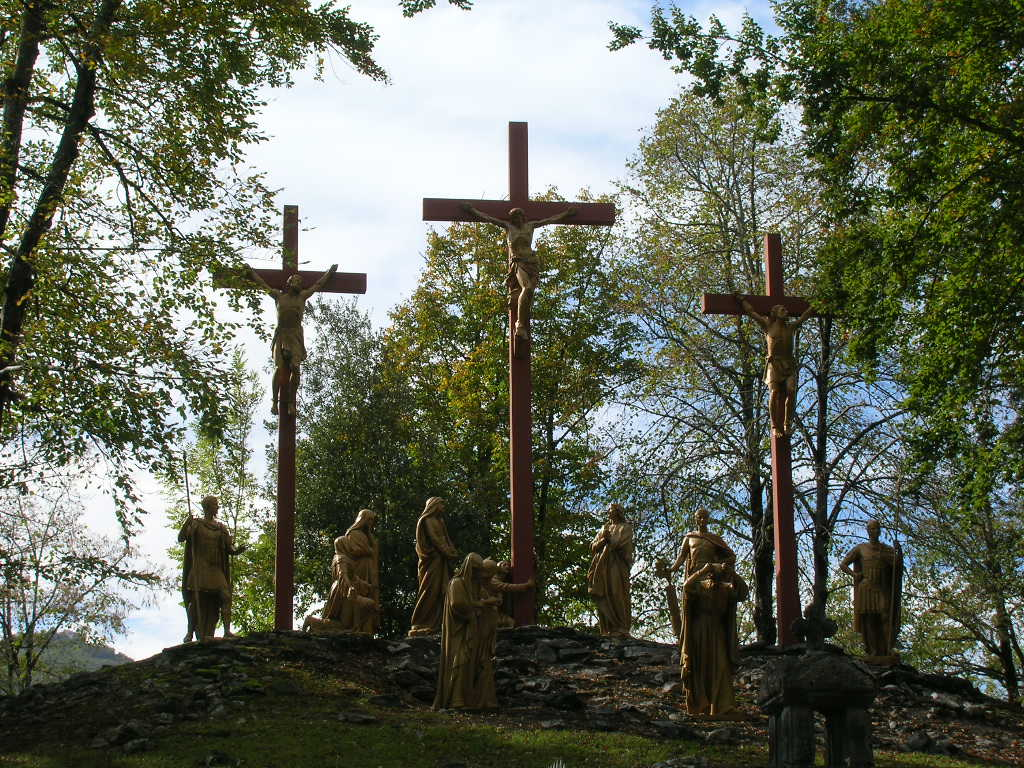
La XII stazione della Via Crucis

Altro simbolo del santuario sono le candele che costantemente bruciano in segno di devozione, sia nei pressi della grotta sia in appositi contenitori in metallo chiamati brulières: le candele possono raggiungere anche una lunghezza di due metri e occorrono diverse persone per trasportarle; ogni anno a Lourdes vengono consumate circa ottocento tonnellate di cera.
Alla grotta di Massabielle si sono verificate numerose guarigioni non spiegabili scientificamente, alcune delle quali sono state dichiarate miracolose dalla Chiesa cattolica: dal 1884 è attivo un organismo all'interno del santuario, chiamato Bureau Médical, che esamina i presunti miracoli verificatisi; il processo per dichiarare un miracolo tale è alquanto lungo e può richiedere diversi anni: infatti dopo gli studi del Bureau Médical, la pratica passa a un'équipe internazionale di medici e infine viene svolta un'ulteriore indagine dalla diocesi di appartenenza. Al 2025 sono settantadue i casi accertati come miracoli.
Esternamente al santuario, nei pressi della basilica dell'Immacolata Concezione, una strada conduce alla collina delle Espélunguesì: questo luogo venne acquistato nel 1869 da monsignor Laurance per realizzare una Via Crucis; i lavori di costruzione durarono tredici anni e furono terminati nel 1912. L'opera, il cui paesaggio montuoso sembra rievocare la salita di Gesù al Calvario, è composta da centocinquanta statue in grandezza naturale, realizzate in bronzo dorato e disposte nelle varie stazioni che compongono la Via Crucis: ogni stazione è stata dono o di una singola persona o di un gruppo di fedeli o di una diocesi. Poco prima della prima stazione è inoltre posta la Scala Santa, che i fedeli percorrono in ginocchio.
L'afflusso costante di ammalati e allettati ha portato alla costruzione all'interno del santuario di due strutture atte all'accoglienza di questa tipologia di pellegrini: l'Accueil Notre-Dame e l'Accueil Saint-Bernadette. Divenute obsolete, nel 1996 sono iniziati i lavori di costruzione di un nuovo ostello, sullo stesso luogo dove in precedenza sorgeva l'Accueil Saint-Bernadette: questi sono terminati il 7 aprile 1997 e la struttura è stata chiama Accueil Notre-Dame, mentre l'altra, che portava lo stesso nome, è stata destinata a ospitare una sala per confessioni, uffici e primo soccorso. Il complesso è organizzato in due ali panoramiche, unite nella parte centrale e servite da ascensori, ognuna di sei piani, di cui quattro utilizzati per il ricovero dei pellegrini: ogni piano prende il nome di un santo ed è dotato di refettorio e stanze in grado di ospitare da una a sei persone. L'Accueil Marie Saint-Frai invece è stata inaugurata nel 1874 e si trova esternamente al santuario: può ospitare circa quattrocento pellegrini.

## Grotta di Massabielle

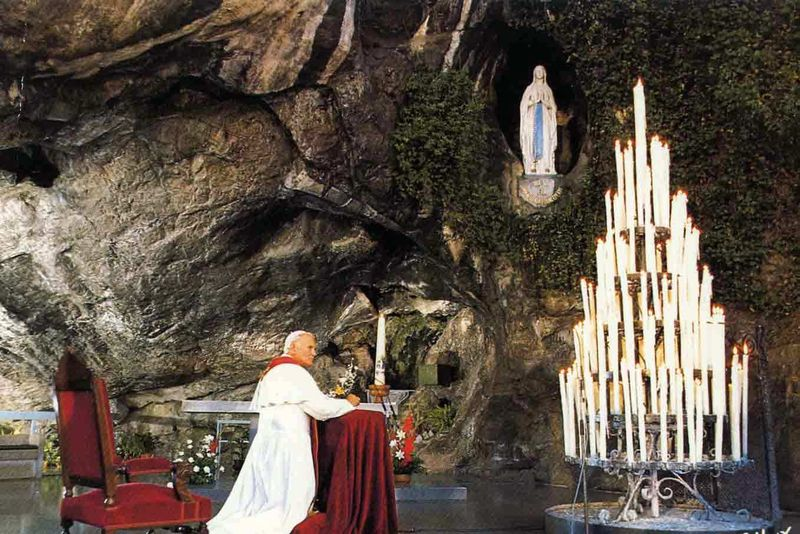
Papa Giovanni Paolo II in preghiera alla grotta di Lourdes nel 1983.

La "Grotta di Massabielle", detta anche "Grotta di Lourdes" o "Grotta delle Apparizioni", è una cavità rupestre in cui avvennero le apparizioni di Lourdes nel 1858. Si trova a nord della Basilica Superiore. In una nicchia sopra la cavità principale si trova una statua della Madonna di Lourdes, proprio nel punto in cui Bernadette Soubirous disse di aver visto una signora identificata come la Vergine Maria. In fondo alla grotta si trova la sorgente scoperta da Bernadette Soubirous durante le apparizioni, dalla quale nasce l'acqua di Lourdes. Al centro della grotta si trova un altare per celebrare le numerose messe che vi si celebrano ogni giorno in varie lingue, anche di notte.
Diverse file di panchine poste davanti alla grotta consentono ai pellegrini di meditare e assistere ai festeggiamenti. Le panchine sono disposte in modo tale che i malati e i disabili in sedia a rotelle possano orientarsi facilmente. Il passaggio dei pellegrini che vogliono camminare lungo le pareti della grotta per toccarle e vedere la fontana scoperta da Bernadette Soubirous è regolato da strutture. I servizi del santuario hanno stimato che una media di 20.000 pellegrini transitano ogni giorno per la grotta.
Dal 2014 al 2018 i dintorni della grotta sono stati modificati per facilitare il passaggio dei pellegrini attraverso le diverse strutture nei pressi della grotta. Fu costruita una nuova spianata davanti alla grotta, i vecchi rubinetti furono spostati all'esterno della grotta, furono realizzate nuove fontanelle per i pellegrini, fu ristrutturato l'ingresso alle terme e fu costruito un nuovo ponte. Sulla sponda opposta furono costruite le "cappelle delle luci" per i pellegrini per accendere le candele.